# Jacobus Cornelius Kapteyn
Jacobus Cornelius Kapteyn, nizozemski astronom, * 19. januar 1851, Barneveld, Nizozemska, † 18. junij 1922, Amsterdam, Nizozemska.

## Življenje in delo
Kapteyn je diplomiral iz matematike in fizike na Univerzi v Utrechtu. Leta 1875 je doktoriral in tri leta delal na Observatoriju v Leidnu. Od leta 1878 je bil prvi profesor astronomije in teoretične mehanike na Univerzi v Groningenu, kjer je ustanovil observatorij in ostal do svoje upokojitve leta 1921. Pri njem je tam študiral de Sitter.
12 let je Kapteyn skrbno meril in zapisoval lege in sije zvezd južnega neba. Uporabil je Gillove fotografije, ki jih je prostovoljno meril, in po 10 letih objavil katalog Capeov fotografski pregled (Cape Photographic Durchmusterung), 454.875 zvezd, ki niso dlje kot 19° od južnega nebesnega pola. Podatke, ki jih je dobil pri raziskovanju velikega števila zvezd, je uporabil, da je izluščil podatke o naši Galaksiji. Raziskoval je zgradbo zvezdnega sistema in bližnjih delov Rimske ceste. Zanimanje za statistiko zvezd ga je pripeljalo do raziskovanja njihovih lastnih gibanj. Ena od zvezd, ki jo je leta 1897 pri tem raziskoval, se zdaj imenuje Kapteynova zvezda in ima drugo najhitrejše znano lastno gibanje. Samo Barnardova zvezda se giblje še hitreje. Tedaj je imela Kapteynova zvezda največje lastno gibanje, tedaj drugo največje lastno gibanje pa je imela zvezda Groombridge 1830.
Lastna gibanja zvezd je prvi opazil Halley in ko je William Herschel raziskoval gibanja različnih zvezd, je ugotovil, da se tudi Sonce giblje skozi prostor. Vse do Kapteyna so mislili, da so lastna gibanja zvezd porazdeljena naključno, da se zvezde gibljejo podobno kot roj čebel, ki nima cilja. Kapteyn je odkril, da se nekatere zvezde v Velikem vozu in še nekatere druge zvezde, ki so daleč razmetane po nebu, gibljejo v isto smer s približno enako hitrostjo. Leta 1904 je na podlagi opazovanj najpogostejših gibanj zvezd in njihovih smeri odkril dva tokova zvezd v nasprotnih smereh in dokazal K-pojav. 3/5 zvezd se giblje v eno smer, preostali 2/5 pa v drugo. To misel je pozneje Eddington razširil na šibkejše zvezde. Tako so našli red v Galaksiji. Kapteyn se ni dokopal do pomena svoje ugotovitve. Njegovo odkritje je bilo sicer dejansko prvi dokaz, da se naša Galaksija vrti. Leta 1925 sta Oort in Lindblad dokončno dokazala neenako vrtenje Rimske ceste.
Ob raziskovanju velikega števila zvezd se je Kapteynu posrečilo zaznati gibanje, ki je skupno vsem zvezdam in je posledica gibanja Sonca. To lastno gibanje je manjše za bolj oddaljene skupine zvezd. Odtod je lahko določil razdalje do zvezd, ki so večje, kot so jih merili kdaj prej. Za statistične potrebe je leta 1906 določil posebna področja na nebu, v katerih posebej določijo določene fizikalne lastnosti – navidezni sij, spektralni tip, radialno hitrost in lastna gibanja zvezd. Velikost imajo 75×75 ločnih minut, to je približno velikost 2 1/2 polne Lune. 206 njegovih polj je pravilno razporejenih po celem nebu, 46 dodatnih pa se nahaja znotraj naše Galaksije. V tem velikanskem projektu je sodelovalo več kot 40 različnih observatorijev. Štejemo ga lahko za začetnika statistične astronomije.
Leta 1906 je podal model Vesolja. Po njegovih izračunih lahko v naši Galaksiji z daljnogledom vidimo okoli 40 bilijonov zvezd. Leta 1920 je po Herschlovem postopku izdelal obliko Galaksije, ki pa je imela svoje središče še v bližini Sonca. Z upoštevanjem razlik med navideznim in pravim sijem opazovanih zvezd je sklepal, da ima Galaksija obliko sploščene elipsoidne leče z razmerjem osi 5 proti 1 in z veliko polosjo, dolgo okoli 10.000 pc (32.616 svetlobnih let), (16.863 pc ali 55.000 svetlobnih let), kar je 9 krat večje kot je mislil Herschel. Njegovi izsledki so bili napačni, saj takrat še ni bilo znano da je Galaksija prežeta z medzvezdno snovjo, ki vpija svetlobo nebesnih teles. Čim debelejša je namreč plast medzvezdne snovi, tem večji je njen vpojni učinek ali čim dlje je zvezda, tem bolj oslabi njena svetloba. Zaradi tega domnevnega zmanjšanja navideznega sija opazovanih zvezd so se tudi razsežnosti Kapteynove Galaksije 10-krat skrčile. Njegov model Galaksije je bil v nasprotju s tistim, ki ga je predlagal Shapley. Že dve leti prej 1918 je Shapley odkril, da je Sonce precej daleč od središča Galaksije. Kapteyn je umrl prej preden bi lahko videl, da se je nesoglasje rešilo v Shapleyevo korist. Leta 1930 pa je nazadnje Trumplerju uspelo s proučevanjem razsutih kopic upoštevati še absorpcijo svetlobe v medzvezdnem prahu in tako se je pokazala danes znana oblika naše Galaksije.
Kapteyn se je leta 1921 pri sedemdesetih upokojil, vendar je na de Sittrovo željo, ki je bil predstojnik Observatorija Leiden, vrnil in pomagal pri posodobitvi. Leta 1922 je izšlo njegovo življenjsko delo Prvi poskus teorije razporeditve in gibanja zvezdnega sistema, kjer je bil opisan njegov model Vesolja, danes znan kot Kapteynovo vesolje.

## Priznanja

### Nagrade
Leta 1902 je Kapteyn prejel zlato medaljo Kraljeve astronomske družbe (RAS). Leta 1913 je prejel medaljo Jamesa Craiga Watsona in medaljo Bruceove.

### Poimenovanja
Po njem se imenuje astronomski inšitut Univerze v Groningenu. Prav tako se po njem imenuje ulica v Groningenu J.C. Kapteynlaan. Po njem so imenovali tudi 1000 mm daljnogled od Newtonove skupine daljnogledov (ING) na Observatoriju Roque de los Muchachos na La Palmi, ki ga je zamenjal izpopolnjeni daljnogled.
Po njem se imenuje asteroid 818 Kapteynija (818 Kapteynia), udarni krater Kapteyn na Luni in Kapteynova zvezda v ozvezdju Slikarja.